# Mamertyn
Mamertyn — imię męskie pochodzenia łacińskiego. Zostało ono utworzone przy pomocy przyrostka -inus, oznaczającego przynależność lub pochodzenie, od oskijskiego lub sabińskiego wariantu imienia boga Marsa — Mamers lub od imienia Mamert, o tym samym pochodzeniu. Imię to oznacza zatem "pochodzący od Mamerta (lub Marsa), syn Mamerta, poświęcony Mamertowi". 
Patronem tego imienia jest św. Mamertyn, opat, któremu przed wstąpieniem do klasztoru cudownie przywrócił zdrowie św. German z Auxerre.
Mamertyn imieniny obchodzi 30 marca (niekiedy pojawia się data 20 marca). 
Żeński odpowiednik: Mamertyna
Zobacz też: Mamertyni